# 11746 Thomjansen
11746 Thomjansen este un asteroid din centura principală de asteroizi.

## Descriere
11746 Thomjansen este un asteroid din centura principală de asteroizi. A fost descoperit pe 13 iulie 1999 la Socorro, New Mexico, în cadrul proiectului LINEAR. Asteroidul prezintă o orbită caracterizată de o semiaxă mare de 2,21 ua, o excentricitate de 0,18 și o înclinație de 2,1° în raport cu ecliptica.